# Hisaita Eijirō

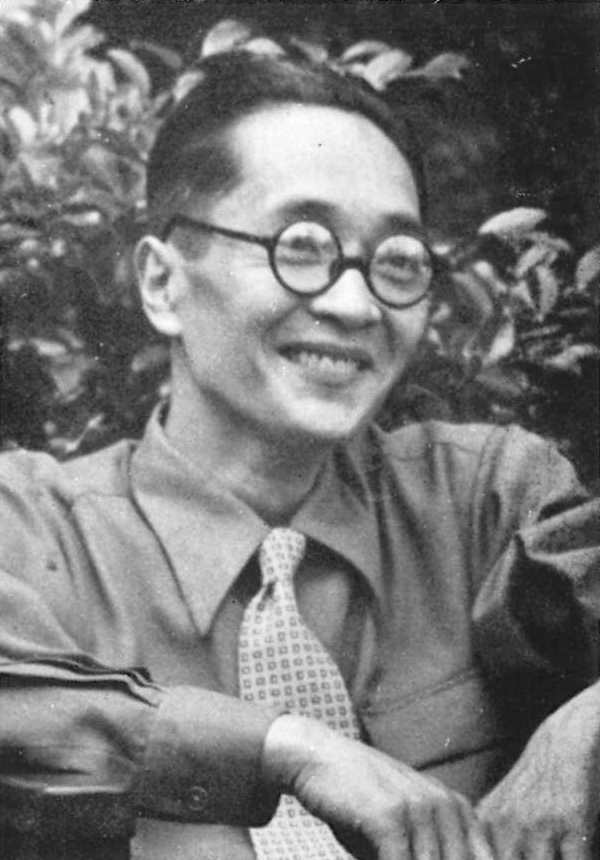
Hisaita Eijirō

Hisaita Eijirō (japanisch 久板 栄次郎; geboren 3. Juli 1898 in der Präfektur Miyagi; gestorben 9. Juni 1976 in Tokio) war ein japanischer Dramatiker und Drehbuchautor.

## Leben und Wirken
Hisaita Eijirō kam während seines Studiums an der Universität Tokio im Fach Literaturwissenschaft mit der Gruppe „Shinjinkai“ (新人会) in Berührung und schloss sich nach dem Studienabschluss der „Bewegung für proletarisches Theater“ (ロレタリア演劇運動) an. 1934 beteiligte er sich an der Gründung der Theatergruppe „Shinkyōdan“ (新協劇団) und veröffentlichte 1935 „Dansō“ (断層) – „Die Kluft“ sowie 1937 „Hokutō no kaze“ (北東の風) – „Wind aus Nordost“ (ein Stück über das Leben eines Managers einer Textilfabrik) und „Semmannin to iedomo ware ikkan“ (千万人と雖も我行かん) – „Mit einer Million Menschen komme ich nicht zurecht“ und weitere Stücke. Seine Dramen des Sozialrealismus prägten das Theater seiner Zeit.  Nach der Auflösung der Theatergruppe „Shinkyōdan“nahm er eine Arbeit auf im Ōfuna-Studio der Filmgesellschaft Shōchiku und begann Drehbücher zu schreiben.
Nach dem Zweiten Weltkrieg schrieb Hisaita 1946 das Drehbuch für und mit Regisseur Kinoshita Keisukes Film „Ōsoneke no asa“ (大曽根家の朝) – „Morgen der Familie Ōsone“ und für Kurosawas „Waga seishun ni kuinashi“ (わが青春に悔なし) – „Kein Bedauern für meine Jugend“ und „Hakuchi“ (白痴) – „Der Idiot“. Als Dramen erschienen „Shinwa-ryoku“ (親和力)– „Affinität“  1949,  „Akai gādeingan“ (赤いカーディガン) – „Die rote Strickjacke“ 1955 und „Genri Nihon“ (原理日本) – „Prinzip Japan“.